# Astm bronșic
Astmul (de la grecescul ἅσθμα, ásthma, "sufocare") este o afecțiune inflamatorie cronică comună a căilor respiratorii caracterizată de simptome fluctuante și recurente, obstrucție reversibilă a fluxului de aer și bronhospasm. Printre simptomele comune se întâlnesc respirație șuierătoare (wheezing), tuse, senzație de apăsare în piept și dispnee.
Se crede că astmul este cauzat de o combinație de factori genetici și de mediu. Diagnosticul se bazează de regulă pe tiparul simptomelor, reacția la tratament în timp și spirometrie. Este clasificat din punct de vedere clinic în funcție de frecvența simptomelor, volumul expirator forțat într-o secundă (FEV1), și debitul expirator maxim. Astmul poate fi clasificat și în atopic (extrinsec) sau non-atopic (intrinsec), unde atopia se referă la o predispoziție în dezvoltarea unor reacții de hipersensibilitate tip 1.
Tratamentul simptomelor acute se face de obicei prin inhalarea unui agonist beta-2 cu acțiune de durată scurtă (cum ar fi salbutamol) și corticosteroizi orali. În cazurile foarte grave, pot fi necesari corticosteroizi intravenoși, sulfat de magneziu și spitalizare. Simptomele pot fi prevenite prin evitarea declanșatorilor, cum ar fi alergenii și factorii iritanți, și prin utilizarea de corticosteroizi inhalați. Agoniștii beta cu acțiune de durată lungă (LABA) sau antagoniștii leucotrienelor pot fi utilizați în completarea corticosteroizilor inhalați, dacă simptomele astmului nu pot fi controlate. Gradul de răspândire al astmului a crescut în mod semnificativ începând din 1970. Conform statisticilor din 2011, erau afectate 235–300 milioane de oameni la nivel global, incluzând aproximativ 250,000 de decese.

## Semne și simptome
Astmul este caracterizat de episoade recurente de respirație șuierătoare, dispnee, senzație de apăsare în piept și tuse. Este posibil să se producă și spută din plămâni în timpul tusei, însă deseori aceasta este greu de expectorat. În timpul refacerii după un atac, poate avea aspect de puroi din cauza nivelului ridicat de celule albe, numite eozinofile. Simptomele sunt de regulă mai grave noaptea și dimineața devreme, sau ca urmare a exercițiilor fizice sau a expunerii la aer rece. La anumite persoane ce suferă de astm, simptomele apar rar, ca reacție la declanșatori, în timp ce la altele simptomele pot fi persistente.

### Afecțiuni asociate
Câteva afecțiuni apar mai des la persoanele ce suferă de astm, cum ar fi: refluxul gastroesofagian (GERD), rinosinuzita și apneea obstructivă de somn. De asemenea, tulburările psihice sunt mai frecvente 16–52% suferind de anxietate și 14–41% de tulburare de comportament. Nu se știe însă dacă astmul duce la probleme psihice, sau problemele psihice cauzează astmul.

## Cauze
Astmul este cauzat de o combinație de interacțiuni de mediu și genetice, complexe și incomplet înțelese. Acești factori influențează atât gravitatea sa, cât și reacția la tratament. Se crede că incidența crescută a cazurilor de astm este cauzată de factorii epigenetici (factori ereditari alții decât cei legați de secvența ADN) schimbători și un mediu de viață schimbător.

### De mediu
Mulți factori de mediu au fost asociați cu dezvoltarea și agravarea astmului, incluzând: alergeni, poluarea aerului și alte substanțe chimice din mediu. Fumatul în timpul sarcinii și în perioada de după naștere sunt asociate cu un risc mai mare de apariție a simptomelor de astm. Calitatea aerului scăzută, poluarea cauzată de trafic sau nivelurile ridicate de ozon au fost asociate atât cu apariția astmului, cât și cu gravitatea crescută a acestuia. Expunerea la compuși organici volatili de interior poate fi un declanșator al astmului; expunerea la formaldehidă, de exemplu, reprezintă o asociere pozitivă. De asemenea, ftalații din PVC sunt asociați cu astmul la copii și adulți, la fel cum este și expunerea la niveluri ridicate de endotoxină.
Astmul este asociat cu expunerea la alergeni de interior. Alergenii comuni de interior includ: acarienii, gândacii, mătreața animalelor și mucegaiul. S-a descoperit că eforturile de a diminua acarienii nu au fost eficiente. Anumite infecții respiratorii virale pot crește riscul apariției astmului, atunci când apar la copii, cum ar fi: virusul sincițial respirator și rinovirusul. Cu toate acestea, anumite alte infecții pot scădea riscul.

#### Ipoteza igienei
Ipoteza igienei este o teorie ce încearcă să explice incidența crescută a cazurilor de astm la nivel mondial ca fiind un rezultat direct și neintenționat al expunerii reduse, în timpul copilăriei, la bacterii și virusuri neinfecțioase. S-a sugerat că expunerea redusă la bacterii și virusuri se datorează, în parte, curățeniei crescute și familiilor cu mai puțini membri din societatea modernă. Dovezile ce susțin ipoteza igienei includ incidența mai scăzută a cazurilor de astm la ferme și în case în care există animale.
Utilizarea antibioticelor în copilărie a fost legată de apariția astmului. De asemenea, nașterea prin cezariană este asociată cu un risc crescut (aproximativ 20–80%) de astm – acest risc crescut este cauzat de lipsa coloniilor de bacterii sănătoase, pe care nou-născutul le-ar fi luat la trecerea prin filiera genitală. Există o legătură între astm și gradul de bunăstare financiară.

### Genetică
| Nivelul endotoxinei | CC genotip   | TT genotip   |
| ------------------- | ------------ | ------------ |
| Expunere îndelungat | Risc scăzut  | Risc ridicat |
| Expunere scurtă     | Risc ridicat | Risc scăzut  |

Antecedentele familiale reprezintă un factor de risc pentru astm, fiind implicate multe gene. Dacă un geamăn identic este afectat, probabilitatea ca cel de-al doilea să sufere de aceeași boală este de aproximativ 25%. Până la sfârșitul anului 2005, 25 de gene au fost asociate cu astmul, la șase sau mai multe populații separate, incluzând:GSTM1, IL10,CTLA-4, SPINK5,LTC4S, IL4R și ADAM33 printre altele. Multe dintre aceste gene sunt legate de sistemul imunitar sau modulează inflamația. Chiar și printre genele din această listă, susținută de studii reproduse pe scară largă, rezultatele nu au fost consecvente la toate populațiile testate. În 2006 peste 100 de gene erau asociate cu astmul într-un singur studiu de asociere genetică; mai multe sunt descoperite constant.
Anumite variante genetice pot cauza astm numai atunci când sunt combinate cu expuneri la medii specifice. Un exemplu în acest sens este un polimorfism uninucleotidic specific în regiunea CD14 și expunerea la endotoxină (un produs bacterian). Expunerea la endotoxină poate proveni din diverse surse de mediu, inclusiv fumul de țigară, câini și ferme. Atunci, riscul apariției astmului este determinat atât de genetica unei persoane, cât și de gradul expunerii la endotoxină.

### Afecțiuni medicale
O triadă formată din eczemă atopică, rinită alergică și astm este numită atopie. Cel mai puternic factor de risc în apariția astmului îl reprezintă antecedentele de boală atopică; astmul are o incidență mult mai mare la cei care suferă fie de eczemă, fie de febra fânului. Astmul a fost asociat cu sindromul Churg–Strauss, o afecțiune autoimună, și cu vasculită. Persoanele cu anumite tipuri de urticarie pot avea, de asemenea, simptome de astm.
Există o corelație între obezitate și riscul apariției astmului, ambele având o incidență crescută în ultimii ani. Anumiți factori pot fi luați în considerare, inclusiv deficiența respiratorie cauzată de acumularea de grăsime și faptul că țesutul adipos duce la o stare predispusă la inflamații.
Medicamentele beta-blocante, ca de exemplu propranololul, pot declanșa astmul la persoanele predispuse. Cu toate acestea, beta-blocantele cardioselective par a fi sigure la cei cu afecțiuni ușoare sau moderate. Alte medicamente ce pot cauza probleme includ acidul acetilsalicilic, AINS și inhibitorii enzimelor de conversie a angiotensinei.

### Acutizare
Unele persoane suferă de astm stabil mai multe săptămâni sau luni, apoi dezvoltă subit un episod de astm acut. Persoane diferite reacționează la diverși factori în mod diferit. Cele mai multe persoane pot dezvolta o acutizare severă în urma unui număr de factori declanșatori.
Factorii de la domiciliu care pot duce la acutizarea astmului cuprind praful, mătreața animalelor (inclusiv și mai ales păr de la pisici și câini), alergeni de la gândacii de bucătărie și mucegai. Parfumurile sunt o cauză comună a atacurilor acute la femei și copii. Atât infecțiile virale, cât și cele bacteriene ale tractului respirator superior pot înrăutăți boala. Stresul poate înrăutăți simptomele - se consideră că stresul afectează sistemul imunitar și, astfel, crește inflamarea căilor respiratorii la alergeni și iritanți.

## Fiziopatologie

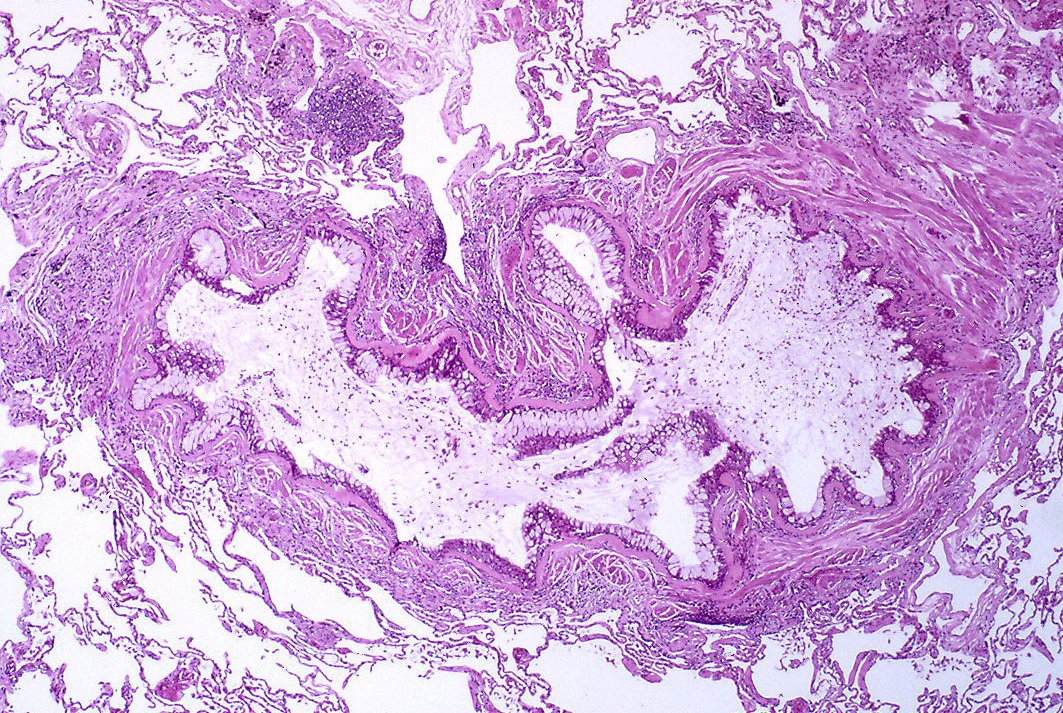
Obstrucția lumenului unei bronhiole cu exsudat mucoid, celula caliciformă metaplazie, și îngroșarea membranei bazaleepiteliale la o persoană cu astm.

Astmul este rezultatul inflamației cronice a căilor respiratorii, care duce la o contractilitate crescută a mușchilor netezi înconjurători. Acest lucru, împreună cu alți factori, duce la accese de îngustare a căilor respiratorii și la simptomele clasice de respirație șuierătoare. De obicei, îngustarea este reversibilă, cu sau fără tratament.Ocazional, căile respiratorii se schimbă. Schimbările tipice din căile respiratorii includ creșterea numărului de eozinofile și îngroșarea laminei reticularis. În mod cronic, mușchiul neted al căilor respiratorii poate crește în dimensiune odată cu creșterea numărului de glande mucoase.Alte tipuri de celule cuprind: limfocite T, macrofage și neutrofile. De asemenea, pot fi implicate și alte elemente ale sistemului imunitar, printre care: citokine, chemokine, histamine și leucotriene, printre altele.

## Diagnostic
În timp ce astmul este o afecțiune binecunoscută, nu există o definiție universal acceptată a acestei boli. Global Initiative for Asthma o definește ca pe „o afecțiune inflamatorie cronică a căilor respiratorii, unde mai multe celule și elemente celulare joacă un rol. Inflamația cronică este asociată cu o hipersensibilitate a căilor respiratorii, care duce la episoade recurente de wheezing, dificultăți de respirație, senzație de apăsare în piept și tuse, mai ales noaptea sau dimineața devreme. Aceste episoade sunt asociate de regulă cu obstrucția răspândită, dar variabilă, a fluxului de aer în plămâni, care adeseori e reversibilă în mod spontan sau în urma tratamentului".
În momentul de față, nu există niciun test exact cu un diagnostic bazat pe tipologia simptomelor și răspunsul la terapie în timp. Ar trebui suspectat un diagnostic de astm dacă există un istoric de: stridor recurent, tuse sau dificultăți de respirație, iar aceste simptome apar sau se agravează ca urmare a exercițiilor fizice, infecțiilor virale, alergenilor sau poluării aerului. Se va efectua apoi un test de spirometrie pentru confirmarea diagnosticului. În cazul copiilor mai mici de 6 ani, diagnosticul este mai dificil de stabilit deoarece sunt prea tineri pentru un test de spirometrie.

### Spirometria
Spirometria se recomandă pentru a ajuta la stabilirea diagnosticului și pentru gestionare. Este cel mai bun test pentru astm. Dacă FEV1 (volumul expirator forțat) măsurat conform acestei tehnici se îmbunătățește cu 12% în urma administrării unui bronhodilatator, de exemplu salbutamol, acest lucru confirmă diagnosticul. Totuși, acesta poate fi normal în cazul persoanelor cu un istoric de astm ușor, care momentan nu se schimbă. Capacitatea de difuziune a unei singure respirații poate ajuta la diferențierea astmului de BPOC (boala pulmonară obstructivă cronică). Se recomandă efectuarea spirometriei o dată la un an sau la doi ani, pentru a urmări cât de bine este ținut sub control astmul unei persoane.

### Altele
Provocarea cu metacolină presupune inhalarea unor concentrații mai mari ale unei substanțe care cauzează îngustarea căilor respiratorii la persoanele predispuse. Dacă este negativă, înseamnă că persoana în cauză nu are astm; dacă este pozitivă, totuși, nu este specifică bolii.
Alte dovezi cuprind: o diferență de ≥20% a debitului expirator maxim în cel puțin trei zile pe săptămână, timp de minimum două săptămâni, o îmbunătățire cu ≥20% a debitului maxim în urma tratamentului cu salbutamol, corticosteroizi pe cale inhalatorie sau prednison, ori o scădere de ≥20% a debitului maxim după expunerea la un factor declanșator. Testele debitului expirator maxim au, totuși, rezultate mai variabile decât spirometria, nefiind deci recomandate pentru un diagnostic de rutină. Acestea pot fi utile pentru auto-monitorizarea zilnică a persoanelor grav sau moderat bolnave și pentru verificarea eficacității noilor tratamente. Mai pot fi utile pentru determinarea tratamentului la persoanele cu exacerbări acute.

### Clasificare
| Severitate                 | Frecvența simptomelor | Simptome manifestate noaptea | %FEV1 din cele prevăzute | FEV1 Variabilitate | utilizare SABA    |
| -------------------------- | --------------------- | ---------------------------- | ------------------------ | ------------------ | ----------------- |
| Intermitentă               | ≤2/săptămână          | ≤2/lună                      | ≥80%                     | <20%               | ≤2 zile/săptămână |
| Ușor persistentă           | >2/săptămână          | 3–4/lună                     | ≥80%                     | 20–30%             | >2 zile/săptămână |
| Moderat persistentă Zilnic | >1/săptămână          | 60-80%                       | >30% zilnic              |                    |                   |
| Sever persistentă          | În mod continuu       | Frecvent (7×/săptămână)      | <60%                     | >30%               | ≥de două ori/zi   |

Astmul este clasificat clinic în funcție de frecvența simptomelor, volumul expirator forțat într-o secundă (FEV1) și debitul expirator maxim. Astmul mai poate fi clasificat ca atopic (extrinsec) sau neatopic (intrinsec), în funcție de simptome, dacă acestea sunt declanșate de alergeni (atopice) sau dacă nu sunt declanșate de alergeni (neatopice). Din moment ce astmul este clasificat în funcție de severitate, în prezent nu există o metodă clară de clasificare a diverselor sub-grupe de astm în afara acestui sistem. Găsirea unor metode de identificare a sub-grupelor care răspund bine la diverse tipuri de tratament este un obiectiv critic actual al institutelor de cercetare a astmului.
Deși astmul este o afecțiune pulmonară obstructivă cronică, nu se consideră că face parte din bolile pulmonare obstructive cronice deoarece acest termen se referă în mod specific la combinații de boli ireversibile, precum bronșectazia, bronșita cronică și emfizemul. Spre deosebire de aceste boli, obstrucția căilor respiratorii în cazul astmului este, de obicei, reversibilă; totuși, dacă rămâne netratată, inflamația cronică cauzată de astm poate duce la obstrucția ireversibilă a plămânilor datorată remodelării căilor respiratorii. Spre deosebire de emfizem, astmul afectează bronhiile, nu alveolele.

#### Acutizarea astmului
| Aproape fatală                                                   | PaCO2 mare și/sau necesitate de ventilare mecanică            | PaCO2 mare și/sau necesitate de ventilare mecanică |
| Viața pusă în pericol (oricare din cele enumerate)               |                                                               |                                                    |
| Semne clinice                                                    | Măsurători                                                    |                                                    |
| Nivel de conștiență alterat                                      | Debit maxim < 33%                                             |                                                    |
| Epuizare                                                         | Saturație de oxigen < 92%                                     |                                                    |
| Aritmie                                                          | PaO2 < 8 kPa                                                  |                                                    |
| Tensiune arterială scăzută                                       | PaCO2 "Normal"                                                |                                                    |
| Cianoză                                                          |                                                               |                                                    |
| Piept silențios                                                  |                                                               |                                                    |
| Efort respirator scăzut                                          |                                                               |                                                    |
| Sever-acută (oricare din cele enumerate)                         |                                                               |                                                    |
| Debit maxim 33–50%                                               |                                                               |                                                    |
| Ritm respirator ≥ 25 respirații pe minut                         |                                                               |                                                    |
| Ritm cardiac ≥ 110 bătăi pe minut                                |                                                               |                                                    |
| Imposibilitate de a finaliza propoziții fără pauze în respirație |                                                               |                                                    |
| Moderat                                                          | Înrăutățirea simptomelor                                      | Înrăutățirea simptomelor                           |
| Moderat                                                          | Debit maxim de cel mult 50–80% din nivelul optim sau prevăzut |                                                    |
| Moderat                                                          | Fără caracteristici de astm sever acut                        |                                                    |

O criză de acutizare a astmului este cunoscută pe scară largă sub denumirea de atac de astm. Simptomele clasice sunt dificultatea de respirație, respirația șuierătoare sau wheezingul și senzația de apăsare în piept. În timp ce acestea sunt simptomele principale ale astmului, unele persoane prezintă în primul rândtuse, iar în unele cazuri grave, mișcarea aerului poate fi afectată în mod semnificativ, astfel încât nu se aude wheezingul.
Semnele care au loc în timpul unui atac de astm cuprind utilizarea mușchilor respiratori accesorii (sternocleidomastoidienii și mușchii scaleniai gâtului); poate exista un puls paradoxal (un puls mai slab în timpul inhalării și mai puternic în timpul expirației), și o umflare peste limite a pieptului. Poate să apară o culoare albăstruie a pielii și unghiilor din cauza lipsei de oxigen.
În cazul acutizării ușoare, debitul expirator maxim (PEFR) este de ≥200 L/min sau ≥50% a maximului estimat. Valoarea moderată este cuprinsă între 80 și 200 L/min sau 25% și 50% din maximul estimat, în timp ce valoarea severă este definită ca ≤ 80 L/min sau ≤25% din maximul estimat.
Astmul sever acut, cunoscut anterior sub denumirea de „status asthmaticus”, este o exacerbare acută a astmului care nu răspunde la tratamentele standard cu bronhodilatatoare și corticosteroizi. Jumătate din cazuri se datorează infecțiilor cauzate de alergeni, poluarea aerului sau utilizarea insuficientă sau necorespunzătoare a medicamentelor.
Astmul instabil este un tip de astm care se distinge prin atacuri severe, recurente. Astmul instabil de Tip 1 este o boală cu o variabilitate largă a debitului maxim, în pofida medicației intense. Astmul instabil de Tip 2 este un astm pe un fond bine ținut sub control, cu acutizări severe bruște.

#### Astmul indus de efortul fizic
Efortul fizic poate declanșa bronhoconstricția atât la persoanele care suferă de astm, cât și la cele care nu suferă de această boală. Boala apare la cei mai mulți oameni care suferă de astm și la maximum 20% dintre persoanele care nu suferă de astm. La atleți apare cel mai adesea la atleții de elită, cu rate variind de la 3% pentru sportivii care practică bobul până la 50% la cicliști și 60% pentru practicanții de schi fond. Deși poate apărea în orice condiții de vreme, cel mai adesea se manifestă atunci când atmosfera este uscată și rece. Inhalarea de beta2-agoniști nu pare să îmbunătățească performanțele atletice ale sportivilor care nu suferă de astm ; cu toate acestea, dozele orale pot îmbunătăți capacitatea de efort și puterea.

#### Astmul profesional
Astmul apărut (sau agravat) ca rezultat al expunerii la locul de muncă este o boală profesională raportată frecvent. Cu toate acestea, multe cazuri nu sunt raportate sau recunoscute ca atare. Se estimează că 5–25% dintre cazurile de astm la adulți sunt legate de tipul de muncă desfășurată. Sunt implicați aproximativ o sută de alergeni diferiți, cei mai frecvenți fiind: izocianații, cerealele și rumegușul, colofoniul, decapantul de sudură, latexul, animalele și aldehidele. Ocupațiile asociate cu cel mai mare risc de probleme includ: persoanele care vopsesc prin pulverizare, brutarii sau cei care procesează alimentele, asistenții medicali, lucrătorii din domeniul chimiei, persoanele care lucrează cu animale, sudorii, coaforii și lucrătorii din domeniul prelucrării lemnului.

### Diagnosticul diferențial
Multe alte condiții patologice pot cauza simptome similare cu cele ale astmului. La copii, trebuie luate în considerate alte boli ale căilor aeriene superioare, cum ar fi rinitele alergice și sinuzitele, precum și alte cauze de obstrucție aeriană, incluzând: aspirarea de corpi străini, stenoza traheală sau laringotraheomalacia, malformația inelară a arcului aortic, ganglionii măriți sau lipoamele în zona gâtului. La adulți, ar trebui luate în considerare BPOC, insuficiența cardiacă congestivă, lipoamele pe căile aeriene, precum și tusea indusă de medicamente (din cauza inhibitorilor ECA). În disfuncțiile corzilor vocale pot exista manifestări similare.
Boala pulmonară obstructivă cronică poate coexista cu astmul și poate apărea ca o complicație a astmului cronic. După vârsta de 65 de ani, cei mai mulți oameni cu boală obstructivă a căilor aeriene au astm și BPOC (boală pulmonară obstructivă cronică). În această situație, BPOC se poate deosebi prin nivelul crescut de neutrofile pe căile aeriene, grosimea anormal mărită a peretelui și hipertrofia mușchiului neted în bronhii. Cu toate acestea, acest nivel de investigație nu este efectuat pentru că BPOC și astmul presupun principii similare de gestionare: corticoizii, beta-agoniștii cu efect îndelungat și renunțarea la fumat. Boala seamănă foarte mult ca simptomatologie cu astmul, se corelează cu expunerea mai mare la fumul de țigară, o vârstă înaintată, o reversibilitate mai mică a simptomelor după administrarea unui bronhodilatator și probabilitate scăzută a transmiterii ereditare a atopiei.

## Prevenția
Dovezile privind eficiența măsurilor în prevenirea apariției astmului sunt reduse. Unele măsuri se arată promițătoare, printre acestea numărându-se: limitarea expunerii la fum atât în uter, cât și după naștere, alăptarea și expunerea crescută la creșă sau la familii mari, niciuna dintre acestea nesusținându-se suficient pentru a fi recomandată pentru această indicație. Expunerea timpurie la animale poate fi recomandată pentru această indicație. Rezultatele expunerii la animale în alte etape ale vieții nu sunt concludente și se recomandă îndepărtarea din locuință a animalelor dacă o persoană prezintă simptome alergice la acel animal. Restricțiile alimentare pe durata sarcinii sau a alăptării nu s-au dovedit eficiente și, prin urmare, nu sunt recomandate. Poate fi eficientă reducerea sau eliminarea componentelor cunoscute de la locul de muncă al persoanelor sensibile.

## Gestionarea
Deși nu există tratament pentru astm, simptomele pot fi, în general, îmbunătățite. Trebuie conceput un plan specific, personalizat, pentru monitorizarea proactivă și gestionarea simptomelor. Acest plan trebuie să includă reducerea expunerii la alergeni, testarea pentru evaluarea gravității simptomelor și utilizarea medicamentelor. Planul de tratament trebuie scris și necesită ajustări de tratament în funcție de modificările simptomelor.
Cel mai eficient tratament pentru astm este identificarea factorilor declanșatori, cum ar fi fumul de țigară, animalele sau aspirina și eliminarea expunerii la acestea. Dacă evitarea factorului declanșator nu este suficientă, se recomandă utilizarea medicamentelor. Medicamentele sunt selectate, printre altele, în funcție de gravitatea bolii și de frecvența simptomelor. Medicamentele specifice pentru astm sunt clasificate în linii mari în categoriile: cu acțiune rapidă și cu acțiune îndelungată.
Bronhodilatatoarele sunt recomandate pentru tratarea simptomelor pe termen scurt. La persoanele cu atacuri ocazionale, nu este necesară o altă medicație. Dacă este prezent astmul persistent ușor (mai mult de două atacuri săptămânal), se recomandă inhalarea unei doze mici de corticosteroizi sau, alternativ, un antagonist pentru leucotriene oral sau un stabilizator al mastocitelor. Pentru persoanele cu atacuri zilnice, se inhalează o doză mai mare de corticosteroizi. În acutizarea moderată sau severă, la aceste tratamente se adaugă corticosteroizi orali.

### Modificarea stilului de viață
Evitarea agenților declanșatori este componenta cheie a îmbunătățirii controlului și prevenirii atacurilor. Cei mai obișnuiți agenți declanșatori includ alergenii, fumul (de țigară și altele), poluarea aerului, beta-blocanți neselectivi și mâncarea cu conținut de sulfit. Fumul de țigară și fumatul la mâna a doua (fumatul pasiv) pot reduce eficiența medicamentelor cum ar fi corticosteroizii. Măsurile de control pentru particulele de praf, inclusiv filtrarea aerului, substanțele chimice pentru omorârea acarienilor, aspirarea, protecțiile de saltea și alte metode nu au efect asupra simptomelor de astm.

### Tratament medicamentos
Medicamentele utilizate în tratarea astmului se împart în două clase generale: medicamentele cu eliberare rapidă utilizate în tratarea simptomelor acute și medicamentele pentru controlul pe termen lung, utilizate pentru prevenirea acutizării ulterioare.
Cu acțiune rapidă

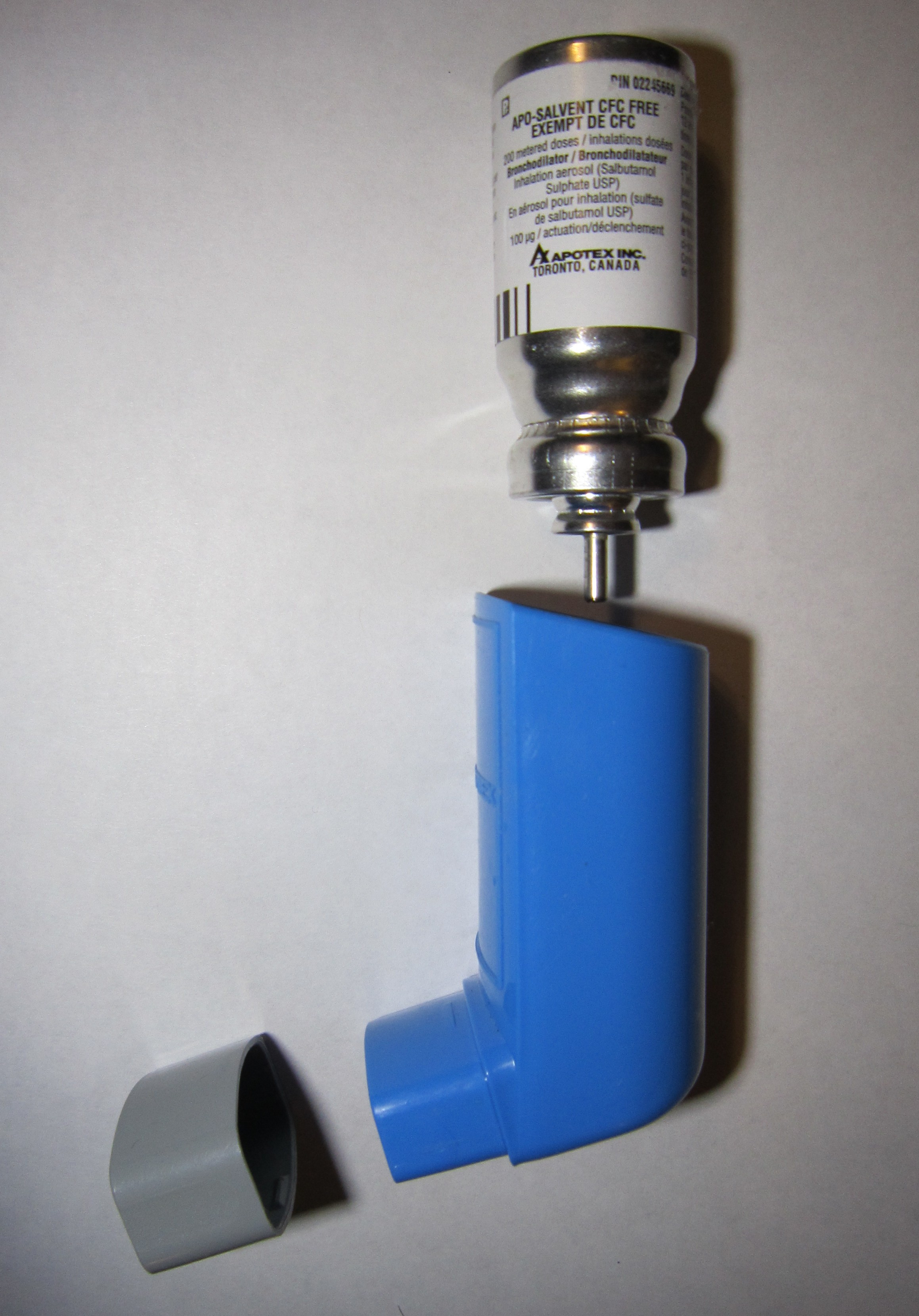
Salbutamol inhalant cu doză măsurată, utilizat în mod obișnuit pentru tratarea atacurilor de astm.

- Agoniștii receptorilor beta2-adrenergici cu durată scurtă de acțiune (BADSA), cum ar fi salbutamolul (albuterol este numele adoptat în Statele Unite) reprezintă tratamentul de primă linie pentru simptomele astmului acut.[11]
- Medicamentele anticolinergice, cum ar fi bromura de ipratropiu, oferă beneficii suplimentare atunci când se utilizează în combinație cu BADSA la persoanele cu simptome moderate sau severe.[11] Bronhodilatatoarele anticolinergice se pot utiliza dacă o persoană nu poate tolera BADSA.[73]
- Agoniștii receptorilor adrenergici mai vechi, mai puțin selectivi, cum ar fi epinefrina administrată inhalator, au eficiență similară cu BADSA.[106] Cu toate acestea, nu sunt recomandate din cauza îngrijorării privind stimularea cardiacă excesivă.[107]

Controlul pe termen lung

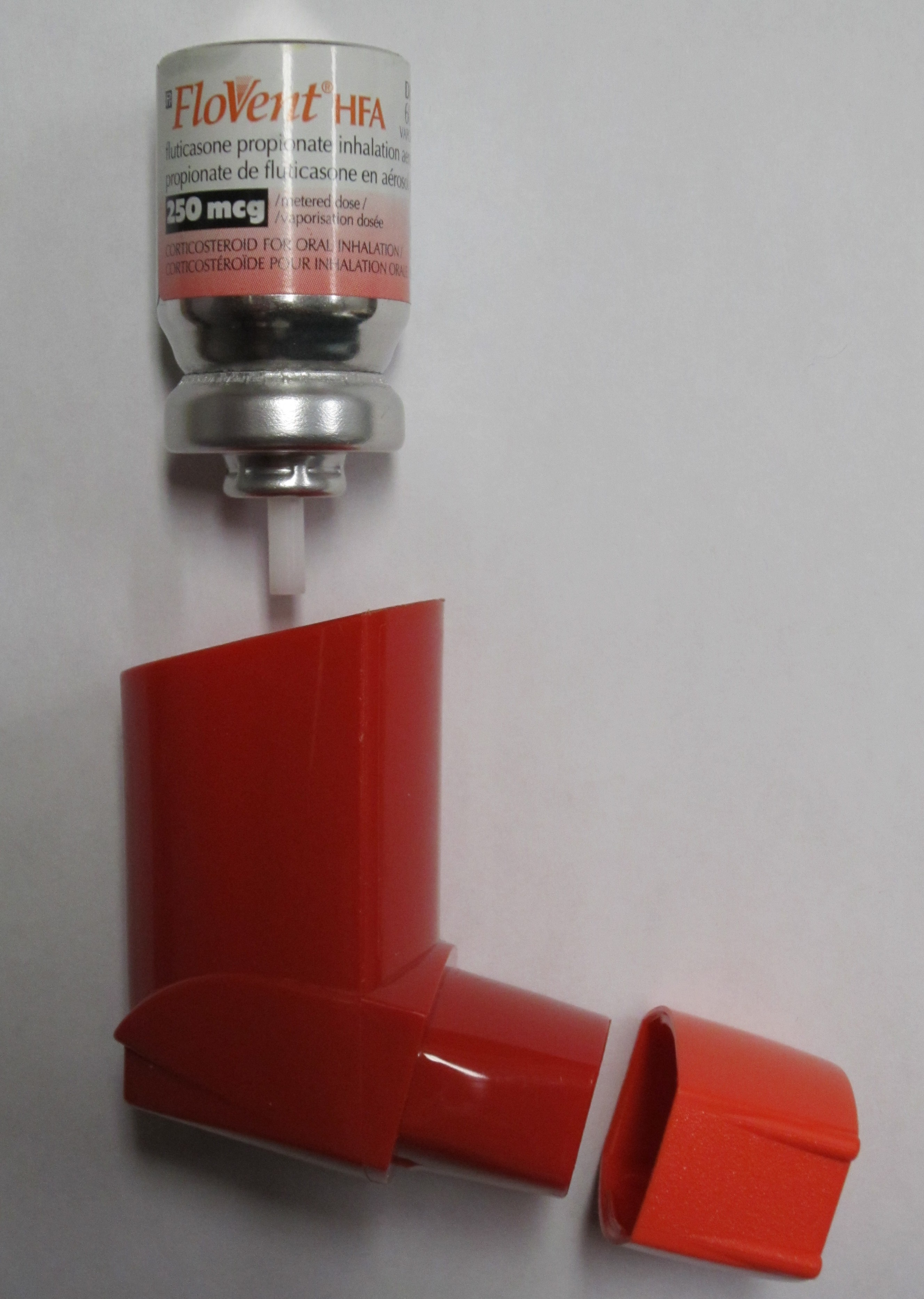
propionat de fluticazonă inhalant cu doză măsurată, utilizat în mod obișnuit pentru tratarea atacurilor de astm.

- Corticosteroizii sunt considerați în general tratamentul cel mai eficient disponibil pentru controlul pe termen lung.[100] Formele inhalate sunt utilizate în mod obișnuit în cazul bolii severe persistente, în care pot fi necesari corticosteroizi orali.[100] Se recomandă în general ca formulele inhalate să fie utilizate o dată sau de două ori pe zi, în funcție de gravitatea simptomelor.[108]
- Agoniștii receptorilor beta2-adrenergici cu durată lungă de acțiune (BADLA), cum ar fi salmeterolul și formoterolul, pot îmbunătăți controlul astmului, măcar la persoanele adulte, atunci când se administrează în combinație cu corticosteroizii inhalați.[109] La copii, acest beneficiu este nesigur.[109][110] Când se utilizează fără steroizi, cresc riscul efectelor secundare severe[111] și chiar administrați împreună cu corticosteroizi pot crește ușor riscul.[112][113]
- Antagoniștii de leucotriene (cum ar fi montelukast și zafirlukast) se pot utiliza în plus față de corticosteroizii inhalați, în mod obișnuit împreună cu BADLA.[100] Nu există suficiente dovezi care să susțină utilizarea în crizele acute de astm.[114][115] La copiii mai mici de cinci ani, reprezintă terapia favorită suplimentară după corticosteroizii inhalați.[116]
- Stabilizatorii mastocitelor (cum ar fi cromolina sodică sau cromoglicatul) reprezintă o altă alternativă preferată la corticosteroizi.[100]

Metode de livrare
Medicamentele sunt livrate în general ca inhalante cu doză măsurată (IDM) în combinație cu o cameră de inhalație pentru astm sau ca inhalator cu pulbere uscată. Camera de inhalație este un cilindru din plastic care amestecă medicamentul cu aerul, făcând mai ușoară primirea întregii doze de medicament. De asemenea, se poate utiliza un nebulizator. Nebulizatoarele și camerele de inhalație sunt la fel de eficiente la persoanele cu simptome de gravitate ușoară până la moderate. Cu toate acestea, nu există suficiente dovezi pentru a stabili dacă există sau nu diferențe la persoanele cu simptomatologie severă.
Efecte adverse
Utilizarea pe termen lung a corticosteroizilor inhalatori în dozele convenționale comportă un risc minor de efecte adverse. Riscurile includ apariția cataractei și o reducere ușoară a staturii.

### Altele
În caz de lipsă de reacție la medicația curentă, sunt disponibile alte opțiuni atât în gestionarea cazurilor de urgență, cât și în prevenția atacurilor de astm. Pentru gestionarea cazurilor de urgență, alte opțiuni includ:
- Oxigen pentru reducerea hipoxiei dacă saturația scade sub 92%.[120]
- S-a demonstrat că tratamentul intravenos cu sulfat de magneziu prezintă un efect bronhodilatator în combinație cu alte tratamente în cazurile grave de atac astmatic.[121][122]
- Heliox, un amestec de heliu și oxigen, reprezintă, de asemenea, o opțiune în cazurile grave, care nu răspund la medicamente.[12]
- Deoarece nu există dovezi privind eficiența salbutamolului intravenos, acest tratament se administrează numai în cazuri extreme.[120]
- Metilxantinele (ca de exemplu teofilina) au fost utilizate frecvent în trecut, dar nu contribuie semnificativ la efectele tratamentelor cu beta-agoniști pe cale inhalatorie.[120] Utilizarea acestora în cazurile acute este controversată.[123]
- Ketamina, un anestezic disociativ, are o utilitate teoretică în caz de intubație și necesită ventilație mecanică în cazul pacienților în stare iminentă de stop respirator; totuși, studiile clinice nu oferă dovezi în acest sens.[124]

În cazul persoanelor cu astm sever persistent necontrolat prin inhalarea de corticosteroizi și beta-agoniști cu durată lungă de acțiune, termoplastia bronșică poate fi o opțiune. Procedura implică eliberarea controlată de energie termică la nivelul pereților căilor respiratorii în cadrul unei serii de bronhoscopii. În timp ce metoda poate accelera frecvența de agravare în primele luni, ulterior pare să aibă un efect de ameliorare. Nu se cunosc efectele după un an de utilizare.

### Terapii alternative
Numeroase persoane care suferă de astm și de alte boli cronice recurg la tratamente alternative; studiile arată că aproximativ 50% utilizează o formă sau alta de terapie neconvențională. În cazul majorității terapiilor de acest tip, dovezile existente privind eficacitatea acestora sunt insuficiente. Nu există dovezi suficiente pentru a demonstra eficacitatea administrării de vitamina C. Acupunctura nu este recomandată ca tratament, deoarece nu există dovezi suficiente pentru a susține eficacitatea acesteia. Aparatele de ionizare a aerului nu prezintă dovezi conform cărora ar ameliora simptomele de astm bronșic sau funcția pulmonară; acest fapt se aplică atât în cazul generatoarelor de ioni pozitivi cât și negativi.
„Terapiile manuale”, inclusiv osteopatia, chiropractica, fizioterapia și terapia respiratorie nu prezintă dovezi suficiente privind eficacitatea în cazul astmului. Tehnica de respirație Buteyko pentru controlul hiperventilației poate avea drept consecință reducerea cantității de medicamente, însă nu are niciun efect asupra funcției pulmonare. Prin urmare, un grup de specialiști a concluzionat că nu există dovezi suficiente în privința eficacității acesteia.

## Prognostic
| no data <100 100–150 150–200 200–250 250–300 300–350 | 350–400 400–450 450–500 500–550 550–600 >600 |

Ani de viață ajustați pentru dizabilitate în cazul astmului la 100.000 de locuitori în anul 2004.
no data
<100
100–150
150–200
200–250
250–300
300–350
350–400
400–450
450–500
500–550
550–600
>600

În general, prognosticul în cazul astmului este bun, îndeosebi în cazul copiilor cu formă ușoară. Mortalitatea a scăzut în ultimele decenii, datorită depistării și tratării mai eficiente. La nivel global, boala provoacă dizabilitatea moderată până la severă în cazul a 19,4 milioane de persoane începând din anul 2004 (dintre care 16 milioane se află în țări cu venituri mici și medii). Jumătate dintre cazurile de astm diagnosticate în copilărie sunt vindecate complet după zece ani. Se urmărește remodelarea căilor respiratorii, însă nu se știe dacă aceste modificări sunt benefice sau dăunătoare. Tratamentul timpuriu cu corticosteroizi pare să prevină sau să amelioreze deficiențele funcției pulmonare.

## Epidemiologie
| no data <1% 1-2% 2-3% 3-4% 4-5% 5-6% | 6-7% 7-8% 8-10% 10-12.5% 12.5–15% >15% |

Ratele de incidență a astmului bronșic în diferite țări începând cu anul 2004.
no data
<1%
1-2%
2-3%
3-4%
4-5%
5-6%
6-7%
7-8%
8-10%
10-12.5%
12.5–15%
>15%

În anul 2011, la nivel mondial existau 235–300 milioane de astmatici, boala provocând decesul a aproximativ 250.000 de persoane anual. Ratele de incidență variază de la o țară la alta, cu o preponderență între 1 și 18%. Boala este mai răspândită în țările dezvoltate decât în țările în curs de dezvoltare. Astfel, incidența este mai redusă în Asia, Europa de Est și Africa. În țările dezvoltate, boala este mai frecventă în rândul persoanele dezavantajate economic, în contrast cu țările în curs de dezvoltare, în care persoanele afectate provin din medii mai bogate. Nu se cunoaște cu exactitate motivul acestei diferențe. Peste 80% din mortalitate se produce în țările cu venituri medii și mici.
Deși astmul are o incidență de două ori mai mare în cazul băieților, formele grave se produc în măsură egală în rândul fetelor și al băieților. În contrast, în cazul adulților, boala este de două ori mai frecventă în rândul femeilor și are o incidență mai ridicată în rândul persoanelor tinere.
Ratele globale de astm bronșic au crescut semnificativ între 1960 și 2008, boala fiind recunoscută ca problemă majoră de sănătate publică începând din anii 1970. Ratele astmului s-au menținut la un nivel constant în țările dezvoltate de la mijlocul anilor 1990, înregistrându-se o creștere recentă îndeosebi în țările în curs de dezvoltare. Aproximativ 7% din populația Statelor Unite și 5% din populația Marii Britanii suferă de astm bronșic. Rata de incidență în Canada, Australia și Noua Zeelandă este de 14–15%.

## Istorie
Astmul a fost recunoscut în Egiptul antic și se trata prin ingerarea unui amestec aromatic cunoscut sub denumirea de kyphi. Boala a fost catalogată în mod oficial drept problemă respiratorie specifică de către Hipocrat în jurul anului 450 î.Hr., echivalentul grecesc al cuvântului „respirație dificilă” formând baza denumirii moderne. În anul 200 î.Hr. se considera că se datorează cel puțin parțial emoțiilor.
În 1873 una din primele lucrări de specialitate din medicina modernă a încercat să explice fiziopatologia afecțiunii, iar în 1872 s-a ajuns la concluzia că astmul poate fi vindecat prin frecarea toracelui cu un unguent pe bază de cloroform. Tratamentul medical în anul 1880 prevedea administrarea de doze intravenoase de pilocarpină. În 1886, F.H. Bosworth a presupus existența unei legături între astm și rinita alergică. Epinefrina a fost pentru prima oară utilizată în tratarea astmului în 1905. Administrarea de corticosteroizi pe cale orală a început în anii 1950, în timp ce tratamentele cu corticosteroizi prin inhalare și beta-agoniști selectivi cu durată scurtă de acțiune a început în anii 1960.
În perioada 1930–1950 astmul era cunoscut ca una din cele șapte boli psihosomatice „sfinte”. Se considera că este cauzat de o tulburare psihologică, tratamentul recomandat fiind adesea psihanaliza sau o altă metodă psihoterapeutică. Deoarece psihanaliștii interpretau respirația astmatică șuierătoare ca un plânset refulat al copilului după mama sa, tratarea depresiei era considerată deosebit de importantă în cazul astmaticilor.